# ألينا إيورداتش
ألينا إيورداتش (22 مارس 1982 في رومانيا - ) (بالرومانية: Alina Iordache)‏ هي لاعبة كرة يد من رومانيا.

## وصلات خارجية
- ألينا إيورداتش على موقع الاتحاد الأوروبي لكرة اليد (الإنجليزية)